# Gnathophyllum
Gnathophyllum (Latreille, 1819) è un genere di crostacei decapodi.

## Tassonomia
Comprende 9 specie:
- Gnathophyllum americanum Guérin-Méneville, 1855 [in Guérin-Méneville, 1855-1856]
- Gnathophyllum ascensione Manning & Chace, 1990
- Gnathophyllum circellum Manning, 1963
- Gnathophyllum elegans (Risso, 1816)
- Gnathophyllum modestum Hay, 1917
- Gnathophyllum panamense Faxon, 1893
- Gnathophyllum precipuum Titgen, 1989
- Gnathophyllum splendens Chace & Fuller, 1971
- Gnathophyllum taylori Ahyong, 2003